# 高建民 (1960年)
高建民（1960年11月—），男，汉族，山西盂县人，中华人民共和国政治人物。在职研究生学历，法学博士学位。

## 生平
1977年12月参加工作。1978年，就读于山西大学中文系汉语言文学专业。1982年12月加入中国共产党。
1982年，任中共榆次市委办公室干事、共青团榆次市委副书记、榆次市委副秘书长兼市委办公室主任、共青团晋中地委副书记，于1986年到1989年脱产到中央党校三年制培训班学习。此后在共青团山西省委任职，历任团山西省委调研室主任、办公室主任、副书记、书记。2001年2月，任中共晋中市委副书记。2006年2月，任中共朔州市委书记。
2006年11月，升任中共山西省委常委、宣传部长。2008年12月，任中共山西省委常委、秘书长。2010年11月，任中共山西省委常委、山西省人民政府副省长。2013年2月，任中共山西省委常委、常务副省长。2018年2月，当选为第十三届全国人大代表。2018年5月，被免去山西省人民政府副省长职务。
2018年6月至2021年8月，任国家广播电视总局副局长、党组成员。2021年8月，正式卸任。